# Il circo discutibile
Il circo discutibile è un singolo del gruppo musicale italiano Elio e le Storie Tese, pubblicato il 2 marzo 2018 come secondo estratto dal settimo album dal vivo Arrivedorci.

## Descrizione
Il singolo, scritto interamente dal tastierista Rocco Tanica in una stanza d'albergo dopo aver «preso un forte tranquillante», contiene due citazioni, ovvero Pagliacci di Ruggero Leoncavallo (cantato da Elio) e un frammento di un'intervista di Federico Fellini dal film Fellini - Sono un gran bugiardo.

## Tracce
Download digitale
1. Il circo discutibile